# 迈锡尼复兴式建筑

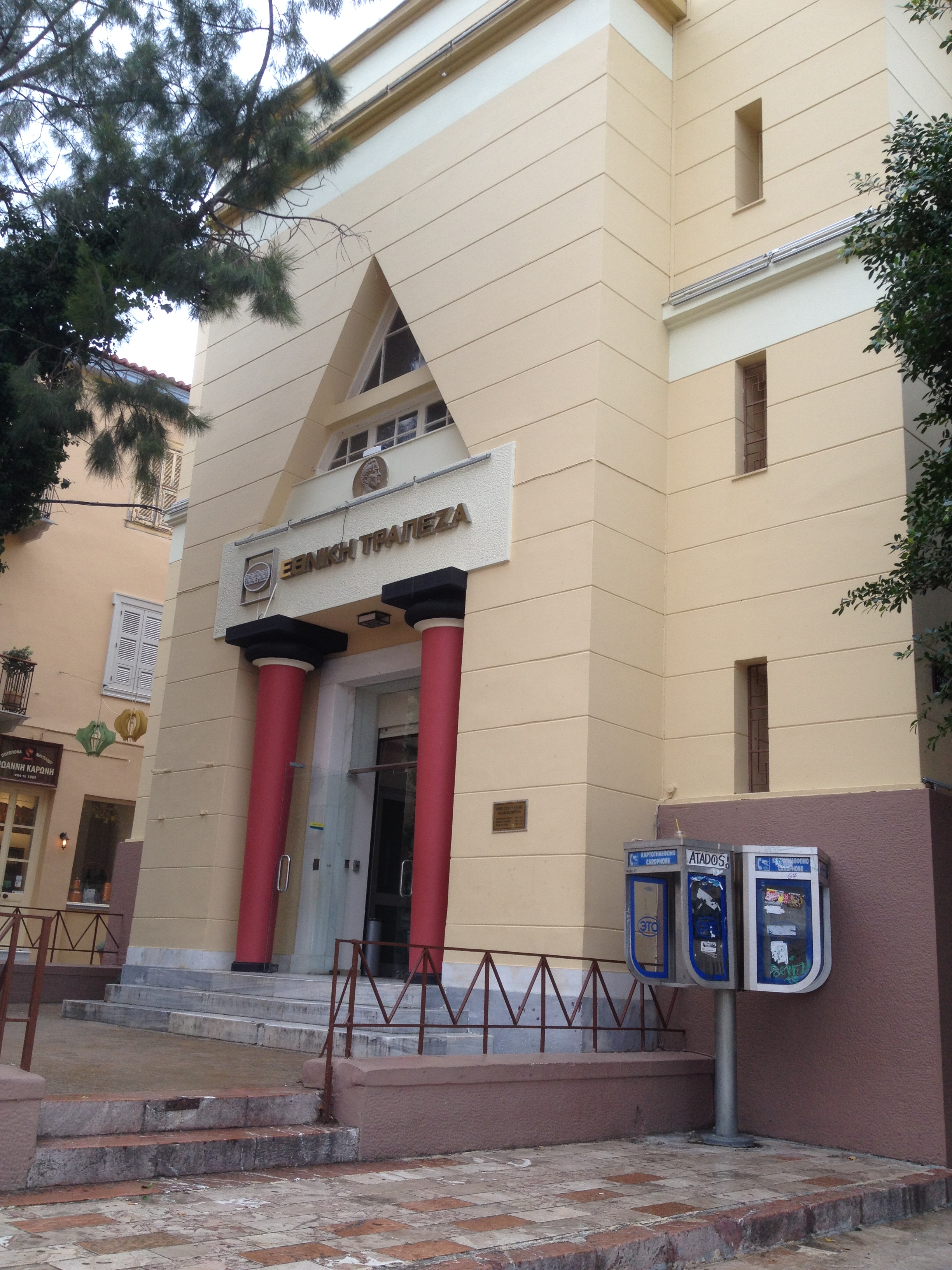
纳夫普利翁希腊国家银行大楼的正门入口，设计风格仿照克吕泰涅斯特拉墓

迈锡尼复兴式建筑或新迈锡尼式建筑，是20世纪时出现于希腊的一种新古典主义及复兴式建筑风格，在建筑设计中融入古希腊迈锡尼文明的艺术特点。
迈锡尼复兴式风格的典例如纳夫普利翁的希腊国家银行大楼，建于20世纪30年代。其正门设计体现了迈锡尼狮子门和克吕泰涅斯特拉墓的风格，立柱风格亦仿照狮子门设计，并以迈锡尼艺术常使用的颜色粉刷。